# Serrat de la Tirolena
El Serrat de la Tirolena és una serra situada entre els termes municipals de Calders i de Monistrol de Calders a la comarca del Moianès, amb una elevació màxima de 626 metres.
El termenal discorre per la carena d'aquesta serra, que té el punt culminant a la Punta del Barco. El serrat és a la dreta del torrent de la Baga Cerdana i a l'esquerra del torrent de Vilaterçana, les valls dels quals torrents separa. L'extrem meridional del serrat és la Carena del Peter. Té a llevant la masia monistrolenca de la Coma i a ponent la calderina de Sant Amanç.